# Webera inflexa
Webera inflexa là một loài rêu trong họ Bryaceae. Loài này được Müll. Hal. Kindb. mô tả khoa học đầu tiên năm 1891.